# Geisfeld
Geisfeld település Németországban, Rajna-vidék-Pfalz tartományban. Lakosainak száma 481 fő (2023. december 31.). Geisfeld Malborn, Hermeskeil és Rascheid községekkel határos.

## Népesség
A település népességének változása:
| Lakosok száma | 547  | 492  | 496  | 490  | 488  | 481  |
|               | 1975 | 2017 | 2019 | 2021 | 2022 | 2023 |